# Festivus

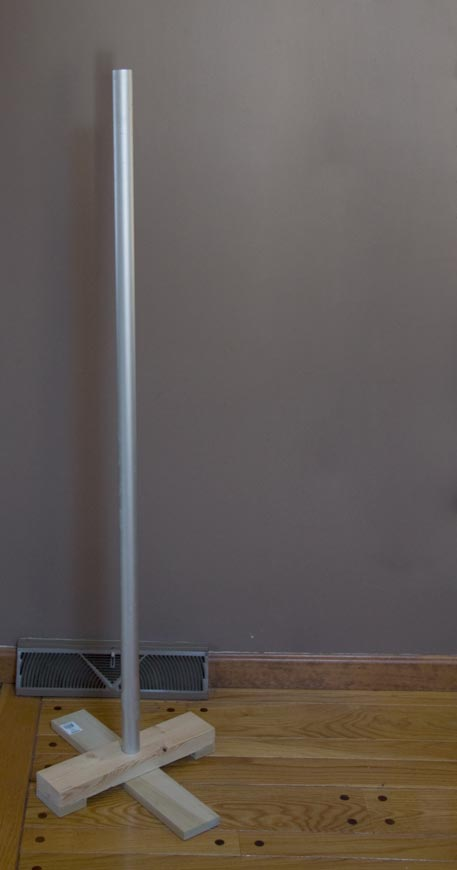
Festivus Pole

Festivus [ˈfɛstɪvəs] ist in den USA ein von der Sitcom Seinfeld inspirierter parodierender Gegenentwurf zur klassischen Weihnachtsfeier in der Familie, der keine historische oder religiöse Bedeutung hat und am 23. Dezember begangen wird. Merkmale sind das Aufstellen einer einfachen Metallstange (Festivus Pole) anstelle des Weihnachtsbaums und außerdem das Äußern von Klagen über Ärger und Enttäuschungen, welche einem die beim gemeinsamen Abendessen anwesenden Familienmitglieder bereitet haben (Airing of Grievances) sowie ein Kräftemessen zwischen dem Familienoberhaupt und einem von diesem ausgewählten Tischgenossen (Feats of Strength).

## Herkunft und Wirkung

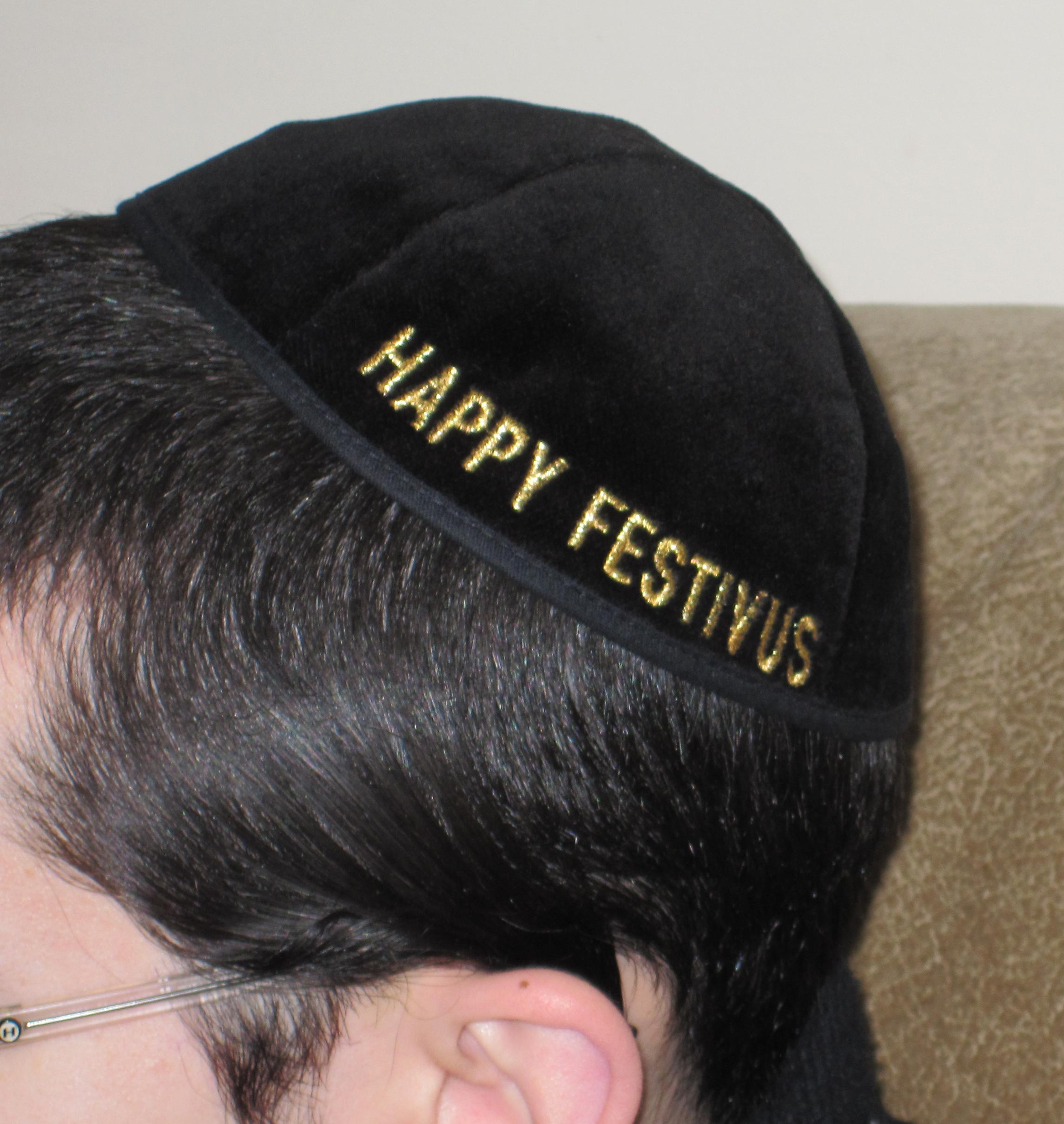
„Happy Festivus“-Kippa

Die Festivus-Zeremonie, wie sie der Drehbuchautor Dan O’Keefe zusammen mit Jeff Schaffer und Alec Berg für die Seinfeld-Episode The Strike geschrieben hatte, wurde ursprünglich von seinem Vater, dem Journalisten Daniel L. O’Keefe, in den 1960er Jahren als Feier für seine Familie erfunden.
Als „Anti-Fest“ hat sie seit der Erstausstrahlung der Episode am 18. Dezember 1997 viele Anhänger gefunden und wurde als „konsumkritische Alternative zum klassischen Weihnachtsfest“ übernommen. Von den Elementen der fiktiven Version wurde vor allem das Aufstellen der Stange über den ursprünglichen Kontext hinaus aufgegriffen, zum Teil auch als Kritik an der öffentlichen Ausstellung religiöser Symbole. Als Alternative zu herkömmlichen Familienweihnachten entfaltete der Serien-Gag eine unerwartete, bis heute anhaltende Breitenwirkung mit der Folge, dass Festivus-Events bis zum heutigen Tag praktiziert werden. Darüber hinaus avancierte „Festivus“ zu einem der bekanntesten Begriffe der sogenannten Seinlanguage – einem Fundus von Wortschöpfungen, welche durch die Ausstrahlung der Serie popularisiert worden. Laut Willem Strank, wissenschaftlicher Mitarbeiter am Institut für Neuere deutsche Literatur und Medien der CAU Kiel, habe Festivus zwar nicht den Popularitätsgrad des Begriffs „Yada Yada Yada“ aus der Folge Die Yada-Yada-Sache. Zusammen mit „Yada Yada Yada“ sowie der Beruhigungs-Phrase „Serenity Now“ aus der gleichnamigen Folge zähle „Festivus“ allerdings zu den bekanntesten Wortschöpfungen der Seinlanguage.
In den USA ist der Weihnachtstag, der 25. Dezember, der einzige nationale Feiertag mit religiösen Wurzeln. Seine Bedeutung wird von einer signifikanten Minderheit nicht geteilt. Vor dem Hintergrund ist Festivus wie Chrismukkah unter Leuten populär geworden, die nach einer säkularen Festtagsparty suchen, insbesondere amerikanische Juden der jungen Generation. Im Dezember 2004 erschien in der Chicago Tribune eine Artikel-Serie, in der die Popularität von Chrismukkah und Festivus verglichen wurde. Festivus ging dabei als Gewinner hervor, weil es jede religiöse Bedeutung vermeide. Der Autor schlussfolgerte, Festivus sei eine Festtagsparty, zu der man Atheisten und Agnostiker einladen könne.
2020 meinte die Palm Beach Post, Weihnachten falle „mehr wie Festivus“ aus, da der damalige Präsident der Vereinigten Staaten die Feiertage ausschließlich dazu nutze, über seine verlorene Wahl zu jammern.

## Weiterführende Literatur
- Ilona Mikkonen, Domen Bajdeb: Happy Festivus! Parody as Playful Consumer Resistance. In: Consumption Markets & Culture 16:4, 2013, S. 311–337 (doi:10.1080/10253866.2012.662832).
- Mark Nelson: Festivus! The Book. A Complete Guide to the Holiday for the Rest of Us. CreateSpace, San Bernardino, CA 2015, ISBN 978-1-5115-5639-2
- Eric Shouse, Bernard Timberg: A Festivus for the Restivus: Jewish-American Comedians Respond to Christmas as the National American Holiday. In: Humor 25:2, 2012, S. 133–153 (doi:10.1515/humor-2012-0008).
- Allen Salkin: Festivus: The Holiday for the Rest of Us, Grand Central Publishing, 2005, ISBN 978-0-446-69674-6